# Propsteikirche

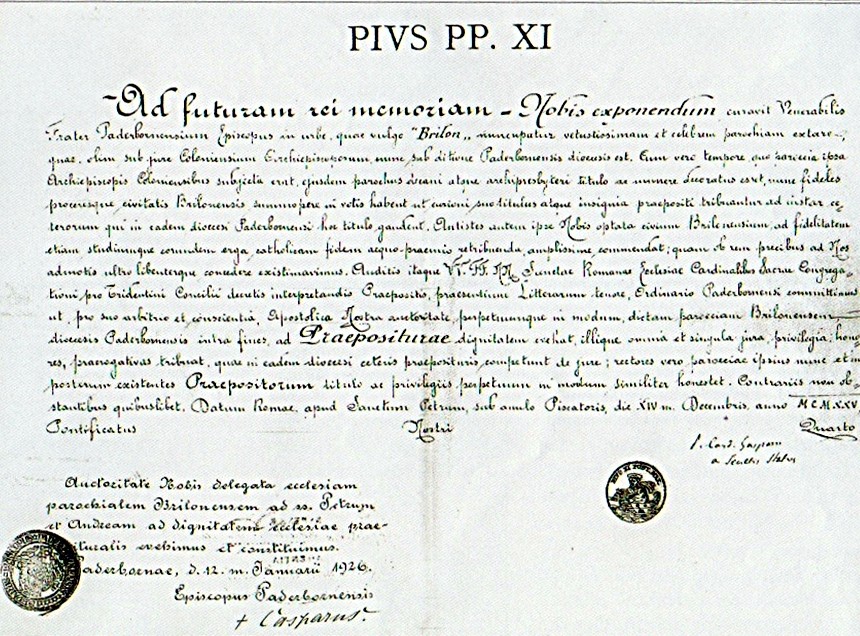
Urkunde, mit der Papst Pius XI. die Kirche St. Petrus und Andreas in Brilon zur Propsteikirche erhob.

Propsteikirche  (lateinisch ecclesia praepositura) ist ein Ehrentitel für eine Kirche, mit dem der Papst oder der zuständige Diözesanbischof diese Kirche zu einer Hauptkirche in einer Stadt und/oder Region erklärt oder mit dem er deren besondere historische Bedeutung hervorhebt. Der Pfarrer dieser Kirche darf den Titel Propst führen und eine entsprechende Chorkleidung tragen.
Darüber hinaus können auch Klosterkirchen von Propsteien (analog zur Prioratskirche in Prioraten oder zur Abteikirche in Abteien) Propsteikirche heißen.